# Hannibal King
Hannibal King es un personaje que aparece en los cómics estadounidenses publicados por Marvel Comics. Apareció por primera vez como un personaje secundario en La tumba de Drácula #10 (1974), creado por Marv Wolfman y Gene Colan. Generalmente es representado como un detective sobrenatural.
Fue interpretado por Ryan Reynolds en la película de 2004 Blade: Trinity.

## Biografía del personaje ficticio
Hannibal King nació en Milwaukee, Wisconsin. Un detective privado haciendo una vida modesta, Hannibal fue mordido y asesinado por el Deacon Frost mientras estaba en un caso en Londres, Inglaterra. Despertándose para encontrarse a sí mismo como uno de los muertos vivientes, Hannibal se horrorizó por lo que se había convertido y juró nunca consumar la maldición pasándola a otro. Por lo tanto, Hannibal subsistió con sangre comprada (o robada) de los bancos de sangre y consumiendo solo cadáveres o animales. Hannibal también prefiere no usar sus poderes vampíricos, creyendo que renunció a una parte de sí mismo cada vez que lo hizo. A pesar de su vampirismo, Hannibal continúa operando como detective privado, pero solo viaja libremente de noche.
Como vampiro, primero lucha contra Drácula, el Señor de los vampiros de la Tierra. Mientras busca a Deacon Frost, Hanibal finalmente se encuentra con Blade, el cazador de vampiros, cuya madre había sido asesinada por el mismo Deacon Frost. Inicialmente desconfiados el uno del otro, sin embargo se unen para destruir al Deacon Frost. En el proceso, Hannibal lucha contra un doppelganger Blade creado por Deacon Frost. Hannibal y Blade luego destruyen a Deacon Frots, y se separan como amigos eternos. 
En el momento de estas historias, se reveló que Hannibal había sido un vampiro durante unos cinco años. Mientras investiga el asesinato de un amigo a manos de los Darkholders, Hannibal contacta al Doctor Strange, el Hechicero Supremo. A través del Doctor Strange, Hannibal descubre que Darkhold contiene el hechizo no solo para crear vampiros sino también para destruirlos. A través de Hannibal, a su vez, Strange descubre el aparente regreso de Drácula. Hannibal, con los cazadores de vampiros Blade y Frank Drake, se unen al Doctor Strange en su visita al castillo Mordo donde recuperan el Darkhold. Combaten contra  Drácula y los Oscuros, y luego usan el libro para lanzar la fórmula de Montesi. Este hechizo destruye a Drácula y a todos los vampiros actuales que se encontraban en la Tierra e impide que puedan existir en la Tierra. Hannibal no fue destruido por la fórmula de Montesi porque nunca había extraído sangre de un ser humano vivo, pero aun así requería que el Doctor Strange realizara una transfusión de sangre completa para Hannibal para sobrevivir, lo que le devolvió a su forma humana.
Posteriormente, el trío funda una agencia de detectives inicialmente conocida simplemente como Hannibal, Drake y Blade; la firma de investigaciones privadas se conoce más tarde como Investigaciones Limítrofes. Con el Doctor Strange, luchan contra los Oscuros de nuevo. Hannibal también ayuda a Los Defensores en una de sus misiones. Junto a la Bestia, La Gárgola, Daimon Hellstrom, La Gata Infernal, Cutlass y Typhoon, y Rufus T. Hackstabber, ayuda a frustrar los planes de Minvera Bannister.
El Doctor Strange manipula a los tres hombres para que se reúnan bajo el nombre de Nightstalkers para combatir a los enemigos sobrenaturales que estaban surgiendo. En su primera misión, los Nightstalkers son contratados por la demoníaca Lilith para matar al Ghost Rider/Daniel Ketch y John Blaze, y luchar contra Meatmarket. Junto a Ghost Rider, Blaze, Morbius, El Doctor Strange, El Barón Mordo y los Redentores de Darkhold, los Nightstalkers luchan contra Lilith y su Lilin. Entre los enemigos que los Nightstalkers luchan esta vez son el Caído, HYDRA DOA y Varnae. Originalmente, Blade creía que Hannibal y Drake habían sido asesinados en la explosión que destruyó Varnae. Sin embargo, Hannibal aparece más tarde en Nueva Orleans, para ayudar a Blade a luchar contra un Deacon Frost resucitado. Hannibal también acepta una asignación de Donna Garth para localizar a su padre, Simon Garth, que también es conocido como el Zombi Viviente. Hannibal rastrea a Garth a Nueva York donde es asistido por Spider-Man para rescatar a Garth de Lilith.
Hannibal más tarde instala una pequeña tienda en San Francisco donde un agente de la CIA solicita su ayuda para detener un plan de vampiros para chantajear a la Tierra con armas bioquímicas. Durante esta pelea, la agente de la CIA Tatjana Stiles es herida por el líder terrorista vampiro Navarro; aunque vencieron a Navarro, las lesiones de Stiles fueron demasiado dolorosas para que ella pudiera vivir con ellas. Sabiendo que el dolor finalmente la mataría, le ruega a Hannibal que la haga como él "si ella lo ama". Hannibal, que se había sentido atraído por Stiles, a regañadientes cumple y rompe su voto de años. Semanas después, Hannibal lee un artículo periodístico sobre la misteriosa muerte de dos guardias iraquíes en una búsqueda en el extranjero de armas terroristas. Por la descripción de las muertes, Hannibal no tiene dudas de quién fue el responsable. Esta revelación lleva a Hannibal a desanimarse, perdiendo interés en su trabajo y provocando una retirada a la depresión.
Él viene para ayudar a Blade en Londres, donde este último se enfrentó a Draconis, un vampiro impermeable a todas las formas de exorcismo.
El padre biológico de Blade ofrece una forma de restaurar las almas de todos los vampiros, lo que admite que tendría el efecto adicional de eliminar todas sus debilidades. Sin embargo, el rito depende de Blade, quien se burla de un plan para proporcionar invulnerabilidad práctica al enemigo que había jurado destruir. Blade intenta alistar a Hannibal en contra de su padre, pero Hannibal se niega, y ataca a su excompañero por negarle uno de sus mayores deseos: ver el amanecer de nuevo. Blade termina estacando a Hannibal, quien luego parece morir, dejando solo una mancha humeante en los adoquines.
Él regresa (como lo hicieron todos los demás vampiros que Blade había matado) poco después, y Blade le da una poción que le impide tener que darse un festín de sangre.

## Poderes y habilidades
Hannibal King es un vampiro, e incluso cuando King se curó de su vampirismo, ha conservado muchas de sus habilidades vampíricas sin ser realmente un vampiro. Él tiene fuerza y velocidad sobrehumanas y sentidos más agudos que un humano promedio. King es virtualmente inmortal, posee ausencia de edad, inmunidad a enfermedades y venenos, y la capacidad de sobrevivir y curar grandes cantidades de daño físico. También tiene la capacidad de hipnotizar al instante a las víctimas humanas, y puede volar a través de un movimiento de movimiento dirigido adoptando una forma de niebla. También puede controlar ratas y usarlas para recopilar información para él durante el día. Él también ha sido conocido por transformarse en un lobo. Sin embargo, King también tiene las debilidades de un vampiro: la necesidad de sangre para mantener su existencia, la incapacidad de soportar la luz solar directa, y las vulnerabilidades vampíricas estándar para el ajo, la plata, y la presencia de símbolos religiosos. La decapitación, la quema y una estaca de madera en el corazón lo matarán.
King es un excelente detective, un buen tirador con una pistola y posee un extraordinario sentido de la voluntad. A menudo se arma con armas de fuego convencionales, pero a veces usa armas especiales contra enemigos sobrenaturales.

## Vampirismo
En la primera aparición de Hannibal King (La Tumba de Drácula # 25) y durante los eventos de Doctor Strange (Volumen 2) # 59-62, King había declarado que había sido un vampiro durante unos cinco años. Durante los eventos Journey into Mystery # 520-521, King reveló que había sido un vampiro durante aproximadamente cinco décadas, lo que indica que había sido un vampiro desde finales de la década de 1940. Él ha declarado abiertamente la primera figura a otros. La última cifra de cinco décadas fue declarada por King solo en la narración. Esto también contradice a Nightstalkers # 16 cuando King conoce a un hombre que conocía en la escuela secundaria. Este hombre no era anciano, pero parecía ser la edad física propia del Rey (que fue arrestado debido al vampirismo) y no era un vampiro (lo que detendría su edad) ya que esta historia es anterior al regreso de los vampiros.
En La Tumba de Drácula # 25, al lector no se le dice inmediatamente que King era un vampiro. Esto no se revela hasta el panel final. En una forma de escritura similar a la de O Henry, hay señales visuales y de diálogo que se ubican hábilmente a lo largo de la historia. Muchos de estos casos fueron señalados por admiradores observantes en la columna de cartas de un número posterior. Marv Wolfman, en sus respuestas a las cartas de los lectores, confirmó la mayoría de ellas y agregó varias que omitieron:
- King menciona en la narración que en un caso anterior se encontraba en un edificio que investigaba el espionaje industrial. Un vampiro mató a todos los que estaban en dicho edificio. (Como él no dice cuando llegó el vampiro, leyó de cierta manera, esto podría ser incluido).
- En una escena de bar abarrotada, King no tiene un reflejo en el espejo detrás de la barra.
- Mientras que en el caso actual, King parece haber cubierto una distancia en diez minutos que los nativos de Londres saben que dura aproximadamente una hora a pie. No se lo vio conducir un automóvil en ningún momento durante la historia. Además, es muy tarde en la noche por lo que no hay transporte público.
- King entra a un edificio que parece saber que es una trampa. Lee un cartel en la puerta que dice "Abierto, por favor entra". De acuerdo con la tradición de los vampiros, un vampiro solo puede ingresar a una residencia privada cuando es invitado explícitamente.
- King aparece en un marco habiendo ingresado a dicho edificio, pero ya arriba. Sin embargo, no se ve ninguna escalera bajando al piso anterior. El marco sugiere que podría haber volado y haber entrado por la ventana.
- King menciona en la narración que una habitación que está buscando es totalmente negra, aunque parece que no tiene problemas para ver.
- Drácula le dice a King que "... pronto me reconocerás como tu maestro". En el cómic, Drácula es el Señor de los Vampiros y no puede ni puede extender su señoría más allá de los vampiros.

En Nightstalkers # 1 (agosto de 1992) se afirmaba que el estado neo-vampiro de King (anhelando sangre pero no necesitándolo para sobrevivir así como su capacidad limitada para tolerar la luz solar) se debía a que nunca tomaba directamente sangre de un ser humano vivo, también la razón por la que sobrevivió a la Fórmula Montesi, el hechizo del Darkhold que previamente había destruido a todos los vampiros. Esta condición de neovampiro nunca se aludió nuevamente después de su aparente muerte en Nightstalkers # 18 (abril de 1994) y se le mostró a partir de entonces como un vampiro regular con todas las fortalezas y debilidades tradicionales, idénticas a su estado anterior al hechizo de Montesi. 

## En otros medios
Hannibal King es interpretado por Ryan Reynolds en la película de 2004, Blade: Trinity. En la película, King es miembro de un grupo de cazadores de vampiros conocido como los Nightstalkers, dirigido por Abigail Whistler, un personaje creado para la película y basado en un personaje recurrente de la franquicia cinematográfica. La película incluye la premisa de que King es un antiguo vampiro, que Danica Talos le dio la vuelta y se curó con el suero de retrovirus que se desarrolló en la primera película de Blade.